# San Colombano al Lambro
San Colombano al Lambro är en ort och kommun i storstadsregionen Milano, innan 31 december 2014 i provinsen Milano, i regionen Lombardiet i Italien. Kommunen hade 7 430 invånare (2018).